# Nakło nad Notecią
Nakło nad Notecią é um município da Polônia, na voivodia da Cujávia-Pomerânia e no condado de Nakło. Estende-se por uma área de 10,62 km², com 18 531 habitantes, segundo os censos de 2017, com uma densidade de 1774,9 hab/km².